# Providence Bruins
Providence Bruins är ett lag i AHL. De är Boston Bruins farmarlag.